# Седейра
Седейра (гал. Cedeira, ісп. Cedeira) — муніципалітет в Іспанії, у складі автономної спільноти Галісія, у провінції Ла-Корунья. Населення — 7465 осіб (2009).
Муніципалітет розташований на відстані близько 509 км на північний захід від Мадрида, 41 км на північний схід від Ла-Коруньї.
Муніципалітет складається з таких паррокій: Седейра, Серво, Естейро, Монтошо, Піньєйро, Регоа, Сан-Роман-де-Монтошо.

## Демографія
Динаміка населення (INE ):

## Галерея зображень

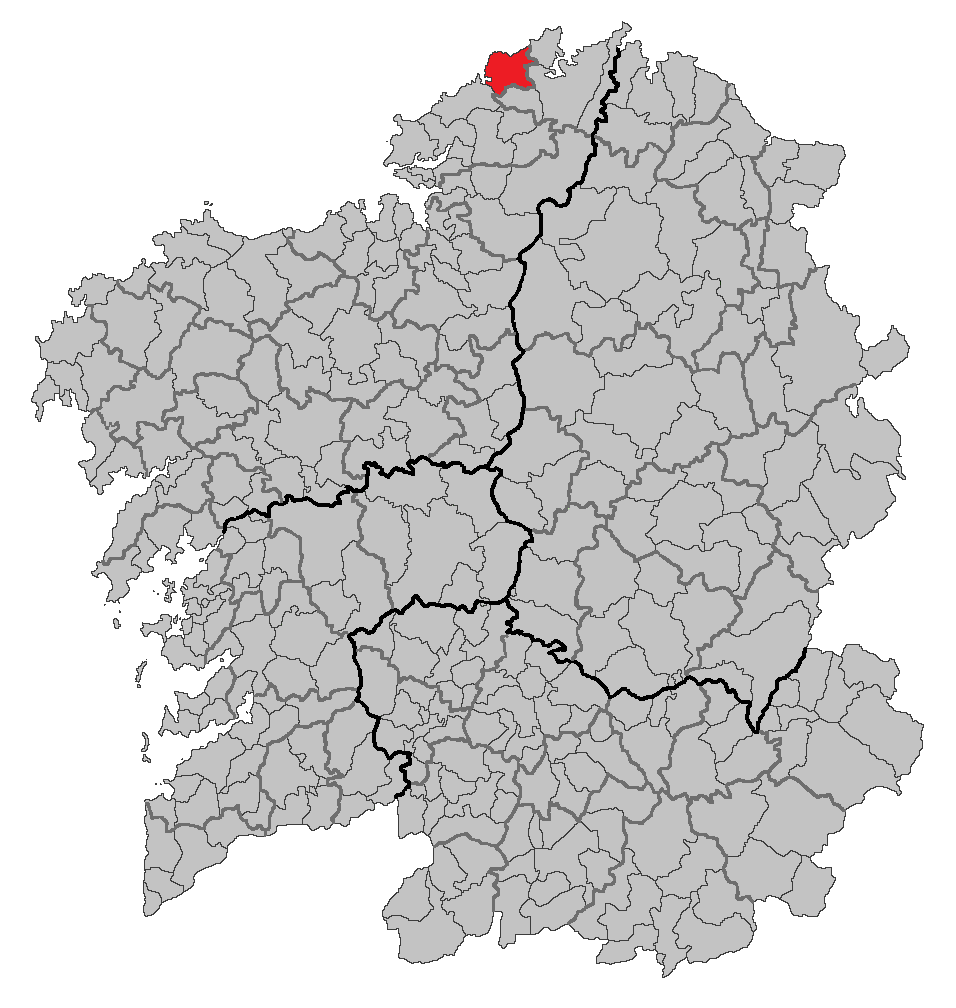
Розташування муніципалітету